# Вја Аквилеија (Горица)
Вја Аквилеија је насеље у Италији у округу Горица, региону Фурланија-Јулијска крајина.
Према процени из 2011. у насељу је живело 20 становника. Насеље се налази на надморској висини од 13 м.